# Janet Carroll
Janet Carrol (Chicago, 24 december 1940 – Manhattan (New York), 22 mei 2012) was een Amerikaans actrice en zangeres.

## Biografie
Carrol heeft het acteren geleerd in haar geboorteplaats Chicago, zowel klassiek als toneel.
Carrol begon in 1981 met acteren in de film Chicago Story. Hierna heeft zij nog meerdere rollen gespeeld in films en televisieseries zoals Risky Business (1983), The Bronx Zoo (1987-1988), Murphy Brown (1990-1996), Married... with Children (1994-1997), Melrose Place (1993-1997), Forces of Nature (1999), The Omega Code (1999) en Still Standing (2002-2004). Tevens was zij ook te zien in de tv-commercials van Coca-Cola en Holiday Inn.
Carrol is ook actief in het theater, zo speelde zij de rol van Tante March in de musical Little Women in de jaren 2004 en 2005.
Carroll is in 1982 begonnen met haar zangcarrière als blues- en jazzzangeres en trad op in heel Amerika en Canada op voornamelijk grote evenementen.
Op 23 mei 2012 vertelt haar zoon dat zijn moeder de dag daarvoor is overleden na een langdurige ziekte (hersentumor).

## Filmografie

### Films
Selectie:
- 2002 · Enough – als mevr. Hiller
- 1999 · The Omega Code – als Dorothy Thompson
- 1999 · Forces of Nature – als Barbara Holmes
- 1989 · Family Business – als Margie
- 1983 · Risky Business – als moeder van Joel

### Televisieseries
Uitgezonderd eenmalige gastrollen.
- 2002–2004 · Still Standing – als Helen Michaels – 2 afl.
- 1999 · Frank Leaves for the Orient - als moeder van Frank - 2 afl.
- 1998 · Maggie – als Eleanor – 2 afl.
- 1993-1997 · Melrose Place - als Marion Shaw - 7 afl.
- 1994–1997 · Married... with Children – als Gary – 7 afl.
- 1990–1996 · Murphy Brown – als Doris Dial – 10 afl.
- 1992 - 1993 The Hat Squad - als Kitty - 6 afl.
- 1989 · The Boys – als Marjorie – 3 afl.
- 1987–1988 · The Bronx Zoo – als Carol Danzig – 8 afl.
- 1987 · A Year in the Life – als Joanne – 2 afl.
- 1983–1986 · Hill Street Blues – als Peggy LaRue Nelson – 2 afl.
- 1985 · Double Dare – als Luitenant Samantha Warner - 6 afl.

## Theaterwerk[2]
- Vanities
- Shirley Valentine
- Love Letters
- Agency
- Deck The Halls
- A Motown Christmas